# 哥尼流 XFG-1
Cornelius XFG-1是一款由哥尼流航空公司研製的前掠翼燃料運輸牽引滑翔機，並且沒有水平尾翼。

## 發展
Cornelius XFG-1的專案名稱是MX-416，是一架採用非尋常空氣動力學的飛機。自1920年代以來，喬治·科尼利厄斯(英語：George Cornelius)一直在試驗可變掠角的飛機。他的前兩架飛機在其他方面都是傳統的，但第三架哥尼流 綠頭鴨則完全不同，它沒有水平尾翼，具有低展弦比和前掠機翼。雖然細節上有很大不同，但XFG-1是建立在綠頭鴨的基礎之上。
FG的名稱代表燃料滑翔機，其作用是燃料運輸。它被拖在另一架飛機後面，就像運兵滑翔機一樣，但它的兩個機身油箱可容納677US gal(564 imp gal；2,560L)的航空燃油。與其他運載滑翔機不同，例如CG-4滑翔機、XFG-1可由轟炸機或運輸機以250mph(220kn;400km/h)的巡航速度牽引。方案共有兩種，分別是由大型運輸機牽引的有人駕駛版本，在起飛後拋棄了輪子，並且由本身的滑橇著陸；或由B-29轟炸機牽引的無人機版本，在加完油成後斷開連接並拋棄；該計劃的目的是讓滑翔機本質上充當一個巨大的帶翼副油箱用於擴大牽引飛機的航程。
XFG-1是一架高翼單翼飛機，其機翼遠離垂直安定面。機翼具有相當高的展弦比和適度的前掠角。雖然早期的哥尼流飛機的機翼在空中具有入射角變量，但XFG-1上的入射角只能在地面上調整（分別能調整成3°和7°），並且沒有水平尾翼。它有一個簡單的固定式三輪起落架和一個傳統的單座駕駛艙。
哥尼流共製造了兩架原型機（44-28059 和 44-28060），並在1944-45年間進行了32次飛行，儘管第一架墜機並導致飛行員喪生。其中，多數飛行都是由飛行員阿爾弗雷德·賴瑟曼(英語：Alfred Reitherman)執行。加油滑翔機的概念在第二次世界大戰結束後被捨棄。

### 書籍
- Bridgman, Leonard (编). . London: Sampson Low, Marston & Co. 1947: 210c.
- Stone, Ralph W. Jr.; Daughtridge, Lee T. Jr. . Hampton, Virginia, United States: NACA: Langley Memorial Aeronautical Laboratory. 1945.

## 外部連結
- . YouTube. NACA. 28 July 2009  [19 March 2018].Template:Dead Youtube links